# Балтийский кеч

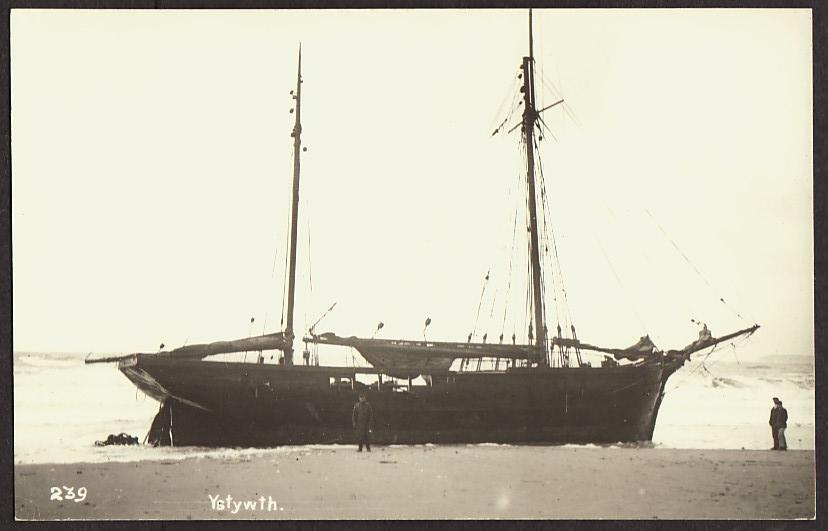
Балтийский кеч на осушке, ок. 1900

Балтийский кеч — тип торгового парусного судна для прибрежных перевозок, характерный для английского побережья Северного моря в век паруса.

## Происхождение
Балтийский кеч получил своё название в эпоху роста Королевского флота, когда корона стала регулярно закупать большие количества так называемых «морских припасов» (англ. Naval Stores): строевого леса, пеньки, смолы, дегтя, скипидара, полотна, железа. Большинство из них поставлялось из стран Балтики: Дании, Швеции, северных немецких княжеств, позже к ним прибавилась Россия. Кроме нужд Королевского флота были, естественно, запросы многочисленного торгового флота. Например, в 1805 году Британия ввезла 11 841 мер дуба из Пруссии. За тот же год импорт русского мачтового леса составил 12 748 стволов.
Поскольку путь на Балтику был относительно коротким, его могли обслуживать небольшие суда, не требующие больших вложений. Так возникла целая отрасль, дававшая работу множеству мелких частных судовладельцев и капитанов (иногда в одном лице). В Англии XVIII века она получила название балтийской торговли (англ. Baltic Trade). Немалая доля приходилась на экономичный и достаточно мореходный кеч.
Самым объемным грузом был лес. Соответственно, балтийский кеч отличался несколько бо́льшими, по сравнению со стандартом Северного моря, размерами (от 20 до 60 м длиной, до 450 т водоизмещением), и увеличенной прочностью. Парусное вооружение было смесью косого и прямого, со временем произошел переход на полностью косое вооружение. Примечательно, что лес давал дополнительную плавучесть, и некоторые владельцы продолжали эксплуатировать судно даже когда корпус подгнивал, а швы начинали расходиться, то есть в состоянии, неприемлемом для любого другого груза.

## Развитие и упадок
Первый удар балтийской торговле был нанесен наполеоновской континентальной системой: в 1807 в Британию просочилось всего 27 мер дуба — груз одного кеча, и 459 мачтовых стволов. Торговля скоро оправилась: в 1809 импорт вырос вдвое против предыдущего года; октябрьский конвой включал более 1000 «купцов» с сильным охранением, включая 6 линейных кораблей. Но в период блокады нашелся новый источник леса — из Канады. На этой линии небольшие суда успешно конкурировать не могли.
Вторым ударом стало поражение наполеоновской Франции. Количество флотских заказов резко сократилось.
Наконец, развитие парового железного судостроения окончательно отодвинуло балтийский кеч на второстепенные перевозки. На них он продолжал использоваться до Второй мировой войны.

## Современный балтийский кеч

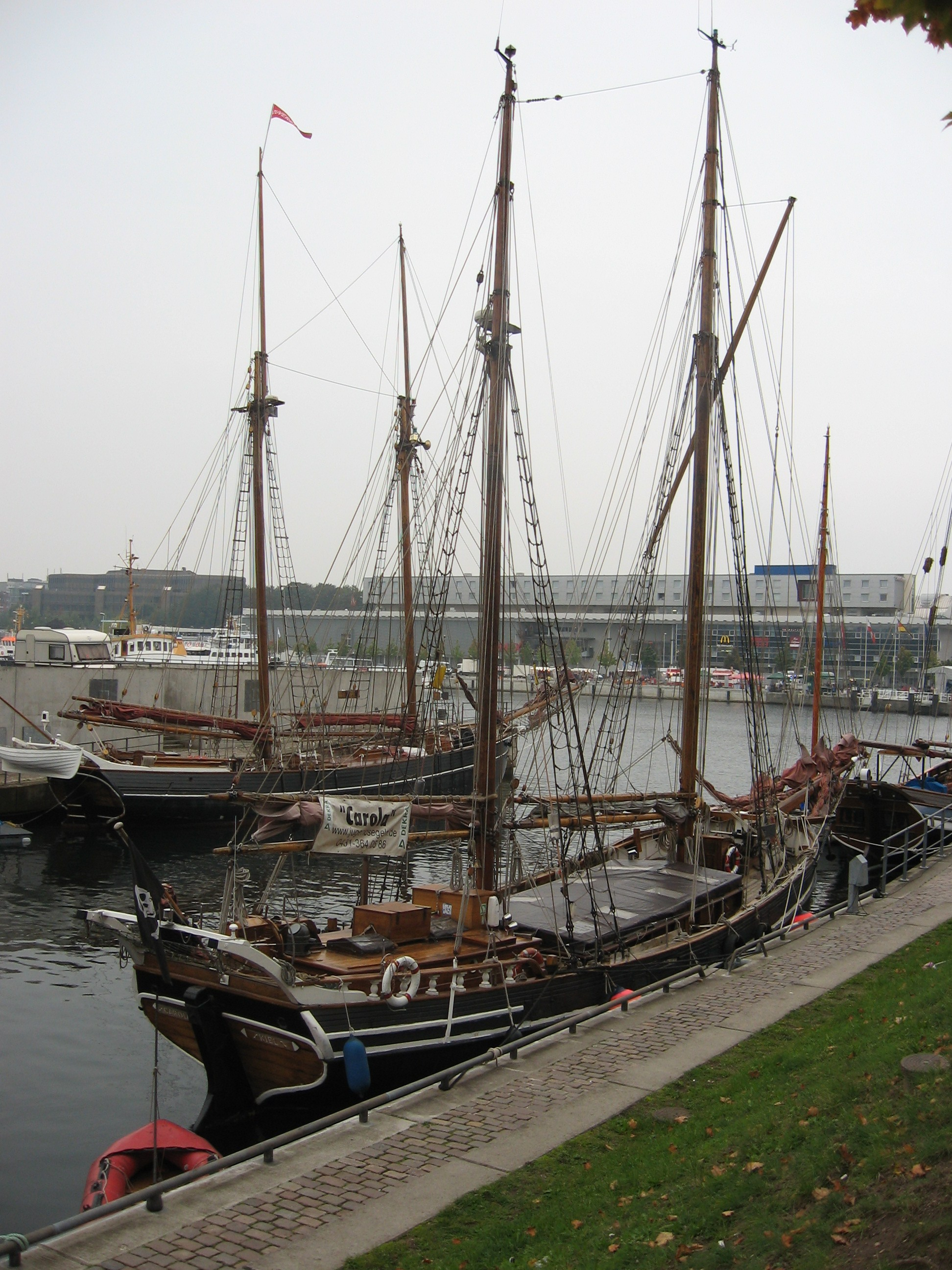
Восстановленный балтийский кеч

Благодаря дешевизне и прочности балтийский кеч сохранился и тогда, когда крупные парусники сошли со сцены. Однако после 1945 года он играет роль скорее как прогулочное и развлекательное судно, чем грузовое. Сохранившиеся и восстановленные образцы, а также реплики встречаются на Северном море, в Бискае и на восточном побережье США.

## В художественной литературе
Британский писатель Сэм Левеллин хорошо знаком с типом. В его романах «Мертвая зыбь» (Death Roll) и «Мальстрим» (Maelstrom) балтийский кеч занимает видное место.